# Aubrey Pomerance
Aubrey Pomerance (* 15. Dezember 1959 in Calgary, Alberta, Kanada) ist ein deutsch-kanadischer Judaist, Historiker und Archivar.
Pomerance studierte Judaistik und Ost- und Südosteuropäische Geschichte an der FU Berlin. 1995/96 war er als Wissenschaftlicher Mitarbeiter am dortigen Institut für Judaistik tätig. Von 1996 bis 2001 war er als Wissenschaftlicher Mitarbeiter am Salomon Ludwig Steinheim-Institut für deutsch-jüdische Geschichte in Duisburg beschäftigt. Seit 2001 ist er Leiter des Archivs des Jüdischen Museums Berlin und der dortigen Dependance des Archivs des Leo Baeck Instituts New York und der Dependance der Wiener Library.
Seine Veröffentlichungen beziehen sich auf die deutsch-jüdische Gedenkkultur, die jüdischen Lebenswege in der Zeit des Nationalsozialismus, die jüdischen Fotografen in Berlin sowie auf das Archivwesen und die Archivpädagogik.

## Schriften (Auswahl)
- weitergeben – Zeitzeugenporträts. Herausgegeben vom Jüdischen Museum Berlin. Texte: Franziska Bogdanov, Ulrike Neuwirth, Aubrey Pomerance, Jörg Waßmer, Stiftung Jüdisches Museum, Berlin 2020.
- mit Eva Rohland, Joachim Schlör (Hrsg.): Heinemann Stern, Jüdische Jugend im Umbruch. Briefe nach Berlin und Rio de Janeiro, 1937–1952. Herausgegeben, eingeleitet und mit Erläuterungen versehen, Neofelis Verlag, Berlin 2019, ISBN 978-3-95808-242-7.
- mit Ewald Grothe, Andreas Schulz (Hrsg.): Ludwig Haas. Ein deutscher Jude und Kämpfer für die Demokratie. Droste, Düsseldorf 2017, ISBN 978-3-7700-5335-3.
- (Hrsg.) Ruth Jacobi: Fotografien. Nicolai, Berlin 2008, ISBN 978-3-89479-509-2.
- (Hrsg.) Jüdische Zwangsarbeiter bei Ehrich & Graetz, Berlin-Treptow, DuMont-Literatur-und-Kunst-Verlag, Köln 2003, ISBN 3-8321-7839-2.
- mit Michael Brocke (Hrsg.) Steine wie Seelen. Der alte jüdische Friedhof Krefeld. Grabmale und Inschriften. Krefeld 2003.
- mit Günther J. Bergmann, Dan Z. Bondy (Hrsg.): Juden in Kalkar. Gemeindegeschichte und Friedhofsdokumentation. Kleve 1999.